# Panamerikanische Spiele 2019/Leichtathletik – Kugelstoßen der Frauen
Das Kugelstoßen der Frauen bei den Panamerikanischen Spielen 2019 fand am 9. August im Villa Deportiva Nacional in der peruanischen Hauptstadt Lima statt.
Elf Kugelstoßerinnen aus acht Ländern nahmen an dem Wettbewerb teil. Die Goldmedaille gewann Danniel Thomas-Dodd mit 19,55 m, Silber ging an Brittany Crew mit 19,07 m und die Bronzemedaille gewann Jessica Ramsey mit 19,01 m.

## Rekorde
Vor dem Wettbewerb galten folgende Rekorde:
| Weltrekord        | Natalja Lissowskaja | 22,63 m | Moskau, Sowjetunion                           | 7. Juni 1987    |
| Rekord der Spiele | María Elena Sarría  | 19,34 m | Panamerikanische Spiele in Caracas, Venezuela | 28. August 1983 |

## Ergebnis
9. August 2019, 16:20 Uhr
| Platz | Athletin            | Land                | 1. Versuch | 2. Versuch | 3. Versuch | 4. Versuch                                  | 5. Versuch                                  | 6. Versuch                                  | Weite (m) |
| ----- | ------------------- | ------------------- | ---------- | ---------- | ---------- | ------------------------------------------- | ------------------------------------------- | ------------------------------------------- | --------- |
|       | Danniel Thomas-Dodd | Jamaika             | 18,62      | x          | 19,16      | 18,78                                       | x                                           | 19,55                                       | 19,55 PR  |
|       | Brittany Crew       | Kanada              | 17,70      | 18,24      | 17,89      | x                                           | 18,47                                       | 19,07                                       | 19,07 NR  |
|       | Jessica Ramsey      | Vereinigte Staaten  | 18,00      | 18,01      | 17,46      | x                                           | 18,88                                       | 19,01                                       | 19,01 SB  |
| 4     | Daniella Hill       | Vereinigte Staaten  | 17,31      | 17,99      | x          | x                                           | 18,06                                       | 17,99                                       | 18,06     |
| 5     | Yaniuvis López      | Kuba                | 17,60      | 17,66      | 17,99      | 17,60                                       | 17,81                                       | 17,59                                       | 17,99     |
| 6     | Sarah Mitton        | Kanada              | 17,02      | 16,92      | 17,62      | 17,21                                       | x                                           | 17,31                                       | 17,62     |
| 7     | Lloydricia Cameron  | Jamaika             | x          | 16,31      | 16,60      | 16,70                                       | 17,57                                       | 17,25                                       | 17,57 SB  |
| 8     | Cleopatra Borel     | Trinidad und Tobago | x          | 16,97      | 16,57      | 17,04                                       | 17,37                                       | 17,36                                       | 17,37     |
| 9     | Portious Warren     | Trinidad und Tobago | 16,44      | x          | 16,55      | nicht im Finale der besten acht Athletinnen | nicht im Finale der besten acht Athletinnen | nicht im Finale der besten acht Athletinnen | 16,55     |
| 10    | Ahymará Espinoza    | Venezuela           | 15,79      | 16,49      | x          | nicht im Finale der besten acht Athletinnen | nicht im Finale der besten acht Athletinnen | nicht im Finale der besten acht Athletinnen | 16,49     |
| 11    | Ivana Gallardo      | Chile               | 14,96      | 16,43      | x          | nicht im Finale der besten acht Athletinnen | nicht im Finale der besten acht Athletinnen | nicht im Finale der besten acht Athletinnen | 16,43     |